# Fernando Pérez (Softwareentwickler)

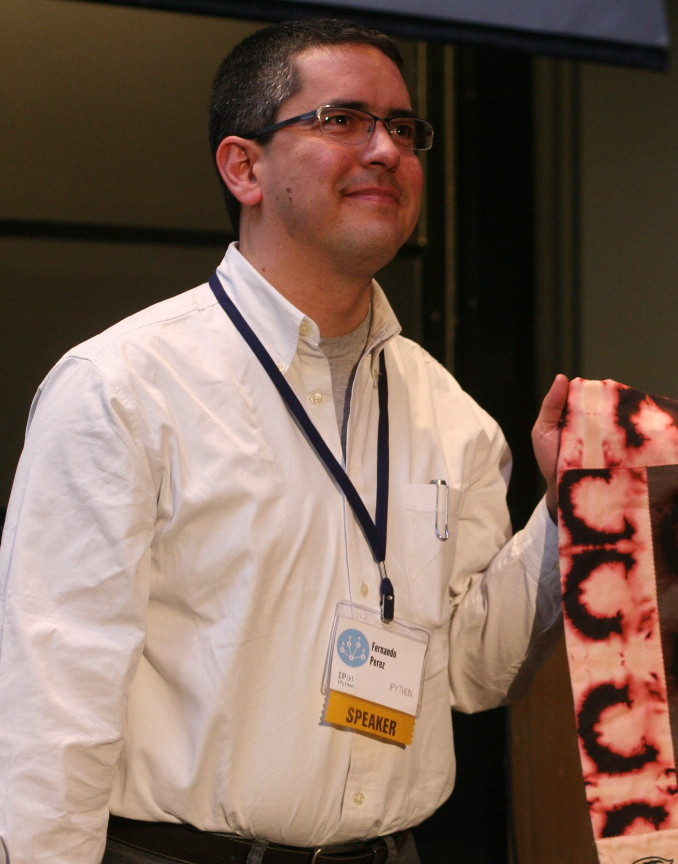
Fernando Pérez

Fernando Pérez (* in Medellín, Kolumbien) ist ein kolumbianischer Physiker, Softwareentwickler und Verfechter freier Software. Bekannt wurde er als Entwickler der IPython Entwicklungsumgebung. Er ist ein Fellow der Python Software Foundation und ein Gründungsmitglied von NumFOCUS.

## Leben
Pérez wurde in Medellín, Kolumbien geboren. Er promovierte in Teilchenphysik an der University of Colorado Boulder, wo er an numerischen Simulationen in Lattice QCD arbeitete.
Im Jahr 2008 ging er nach Kalifornien, wo er zunächst am Lawrence Berkeley National Laboratory als wissenschaftlicher Mitarbeiter und am Berkeley Institute for Data Science als Forscher
tätig war. Heute arbeitet er als Assistenzprofessor am UC Berkeley Department of Statistics.

## Schaffen
Pérez begann 2001 mit der Arbeit am Projekt IPython und er ist Mitgründer des Project Jupyter, das 2014 aus dem Projekt IPython abgespalten wurde.

## Auszeichnungen
- 2012 erhielt Fernando Pérez den FSF Award für seine Arbeit an IPython, dem Vorgänger von Project Jupyter.[9][10][11]

### Vorträge
- PLOTCON 2016: Fernando Perez, The architecture of Jupyter auf YouTube
- Project Jupyter: From interactive Python to open science - Fernando Perez auf YouTube
- When Jupyter Becomes Pervasive at a University? Fernando Perez (UC Berkeley), 11. September 2018 auf YouTube